# Несторович, Николай Михайлович
Николай Михайлович Несторович (24 сентября 1891, Верхлесье, Брестская область — 21 декабря 1955, Ростов-на-Дону) — советский и российский математик, педагог, профессор Ростовского государственного университета имени В. М. Молотова.

## Биография
Н. М. Несторович родился в 1891 году в семье учителя начальной школы. В 1910 году он поступил в Варшавский университет на математическое отделение физико-математического факультета, где занимался под руководством Д. Д. Мордухай-Болтовского. В 1916 году он с отличием окончил университет и стал преподавателем математики и физики средних учебных заведений.
В 1917 году защитил кандидатскую диссертацию по теме «Исследование разрешимости геометрических задач на построение с помощью циркуля и линейки и других инструментов».
В 1918 году приглашён в Донской университет для подготовки к профессорскому званию, но своей работы в средней школе он не оставлял в течение 12 лет.
С 1919 года в качестве ассистента ведёт практические занятия по Высшей математике в Донском университете.
С 1927 года становится старшим ассистентом кафедры Высшей математики.
С 1929 года ведёт доцентские курсы по математике и механики в Северо-Кавказском государственном университете (бывший Донской университет).
В 1931—1935 годы становится исполняющим обязанности профессора и заведующего кафедрой высшей математики Ростовского автодорожного института. В 1933 году получил звание доцента по кафедре математики.
В 1935 году становится заведующим кафедрой геометрии Ростовского государственного университета.
В 1936 году защитил кандидатскую диссертацию по теме «Геометрические построения в пространстве Лобачевского». В 1939 году утверждён членом учёного совета Донского университета.
После начала Великой Отечественной войны, в июле 1942 года, был эвакуирован в город Ош Киргизской ССР, где участвовал в организации физико-математического факультета.
В 1951 году защитил докторскую диссертацию в Киевском университете.

## Научная работа
Научные работы относятся к области конструктивных методов геометрии, теории геометрических построений в плоскости Лобачевского, тригонометрии в пространстве Лобачевского. Николай Михайлович установил эквивалентность комплексу циркуль—линейка комплексов чертёжных инструментов: линейка — циркуль — гиперциркуль, линейка — орициркуль, линейка — гиперциркуль. Исследует задачи о квадратуре круга и циркулятуре квадрата в плоскости Лобачевского и показывает, что они могут быть решены при помощи циркуля и линейки в бесконечном числе случаев.
Член редколлегий научных журналов:
«Вестник опытной физики и элементарной математики», «Математическое образование», «Математика в школе».
Читаемые курсы:
```
Разработан оригинальный курс «Основания геометрии».
```

Ученики:
Рафаэль Иванович Кирищиев

## Публикации
Автор 66 научных и методических работ в области неевклидовой геометрии.
Монографии
- Нестoрович Н. М. Геометрические построения в плоскости Лобачевского. — Гостехиздат, 1951.

Избранные труды
- Нестoрович Н. М. Геометрические построения в пространстве Лобачевского. — 1940.
- Нестoрович Н.М. О фигурах-двойниках в пространстве Лобачевского и приложение их к решению геометрических задач на построение. — 1939.
- Несторович Н. М. О несобственных треугольниках пространства Лобачевского и универсальные формулы тригонометрии их. — 1940.
- Несторович Н. М. О несобственных треугольниках на плоскости Римана. — 1940.
- Несторович Н. М. О конструктивной мощности комплекса Е на плоскости Лобачевского. — 1944.
- Несторович Н. М. О физических характеристиках пространств Лобачевского и Римана. — 1951.
- Несторович Н. М. Некоторые приложения идей Лобачевского в космогонии.
- Несторович Н. М. Основания геометрии. — 1941.
- Несторович Н. М. Очерки по методике и дидактике курса начертательной геометрии. — 1945.
- Несторович Н. М. Методика преподавания оснований геометрии. — 1951.
- Несторович Н. М. Геометрические построения в плоскости Лобачевского. — 1951.

## Смерть
Николай Михайлович Несторович скончался 21 декабря 1955 года после продолжительной тяжёлой болезни. Ему было всего 64 года.

## Награды
- Орден Ленина за выслугу лет и безупречную работу.
- Почётная грамота Исполкома Ростовского-на-Дону областного Совета депутатов трудящихся «За плодотворную научно-исследовательскую, педагогическую и общественную деятельность» (1940 год).
- Грамота Президиума Верховного Совета Киргизской ССР «За плодотворную учебную, научно-исследовательскую, общественно-политическую деятельностную работу в период пребывания в Киргизской ССР» (1944 год).
- Значок «Отличник Народного Просвещения» Наркомом просвещения РСФСР «За отличную организацию и высокое качество подготовки кадров Народного Образования» (1945 год).
- Медаль «За доблестный труд в Великой Отечественной войне» (1946 год).

## Отзывы
Профессор Вениамин Фёдорович Каган писал о Н. М. Несторовиче
«У нас много и часто говорят о геометрии Лобачевского и его заслугах; но далеко не многие действительно изучили его труды, но ещё меньше людей, активно и успешно работающих в области идей, созданных Н. И. Лобачевским. Н. М. Несторович несомненно принадлежит к числу последних».